# Liste des monuments historiques protégés en 2011
Cet article recense les immeubles protégés au titre des monuments historiques en 2011, en France.

## Protections
| Édifice | Commune                     | Département              | Région                     | Protection | Base Mérimée                         | Coordonnées                         | Image             |
| --- | --------------------------- | ------------------------ | -------------------------- | ---------- | ------------------------------------ | ----------------------------------- | ----------------- |
| Grotte de Lievrin | Brégnier-Cordon             | Ain                      | Auvergne-Rhône-Alpes       | classé     | « PA00116350 », notice no PA00116350 | 45° 38′ 20″ nord, 5° 37′ 42″ est    |                   |
| Grotte de la Bonne-Femme | Murs-et-Gélignieux          | Ain                      | Auvergne-Rhône-Alpes       | classé     | « PA00116349 », notice no PA00116349 | 45° 38′ 18″ nord, 5° 37′ 55″ est    |                   |
| Église Saint-James | Gannat                      | Allier                   | Auvergne-Rhône-Alpes       | inscrit    | « PA03000045 », notice no PA03000045 | 46° 05′ 44″ nord, 3° 11′ 55″ est    |                   |
| Rotonde ferroviaire de Montluçon                                                                                                   | Montluçon                   | Allier                   | Auvergne-Rhône-Alpes       | inscrit    | « PA03000046 », notice no PA03000046 | 46° 20′ 00″ nord, 2° 36′ 12″ est    |                   |
| Château de Veauce | Veauce                      | Allier                   | Auvergne-Rhône-Alpes       | inscrit    | « PA00093330 », notice no PA00093330 | 46° 09′ 50″ nord, 3° 03′ 19″ est    |                   |
| Chapelle Sainte-Tulle | Sainte-Tulle                | Alpes-de-Haute-Provence  | Provence-Alpes-Côte d'Azur | inscrit    | « PA04000031 », notice no PA04000031 | 43° 46′ 57″ nord, 5° 46′ 09″ est    |                   |
| Hôtel Riviera-Palace | Menton                      | Alpes-Maritimes          | Provence-Alpes-Côte d'Azur | inscrit    | « PA00080764 », notice no PA00080764 | 43° 46′ 39″ nord, 7° 29′ 24″ est    |                   |
| Monument aux morts de la guerre de 1914-1918                                                                                       | Nice                        | Alpes-Maritimes          | Provence-Alpes-Côte d'Azur | classé     | « PA06000040 », notice no PA06000040 | 43° 41′ 37″ nord, 7° 16′ 52″ est    |                   |
| Temple protestant de Rousselet | Les Vans                    | Ardèche                  | Auvergne-Rhône-Alpes       | inscrit    | « PA07000019 », notice no PA07000019 | 44° 24′ 14″ nord, 4° 07′ 59″ est    |                   |
| Église Saint-Nicolas de Fossé | Fossé                       | Ardennes                 | Grand Est                  | inscrit    | « PA08000013 », notice no PA08000013 | 49° 26′ 48″ nord, 5° 00′ 19″ est    |                   |
| Château | Droupt-Saint-Basle          | Aube                     | Grand Est                  | inscrit    | « PA00078101 », notice no PA00078101 | 48° 28′ 49″ nord, 3° 56′ 09″ est    |                   |
| Monument aux morts de Nogent-sur-Seine                                                                                             | Nogent-sur-Seine            | Aube                     | Grand Est                  | inscrit    | « PA10000029 », notice no PA10000029 | 48° 29′ 35″ nord, 3° 30′ 09″ est    |                   |
| Éolienne de Pargues | Pargues                     | Aube                     | Grand Est                  | inscrit    | « PA10000031 », notice no PA10000031 | 48° 01′ 52″ nord, 4° 11′ 52″ est    |                   |
| Château de Polisy | Polisy                      | Aube                     | Grand Est                  | inscrit    | « PA10000030 », notice no PA10000030 | 48° 03′ 49″ nord, 4° 22′ 49″ est    |                   |
| Croix de carrefour | Polisy                      | Aube                     | Grand Est                  | classé     | « PA00078185 », notice no PA00078185 | 48° 03′ 45″ nord, 4° 22′ 30″ est    |                   |
| Port La Nautique | Narbonne                    | Aude                     | Occitanie                  | classé     | « PA00102807 », notice no PA00102807 | 43° 08′ 39″ nord, 3° 00′ 13″ est    |                   |
| Pigeonnier de Lagarde | Compeyre                    | Aveyron                  | Occitanie                  | inscrit    | « PA12000047 », notice no PA12000047 | 44° 10′ 16″ nord, 3° 05′ 11″ est    |                   |
| Pigeonnier du Foirail | Villeneuve                  | Aveyron                  | Occitanie                  | inscrit    | « PA12000048 », notice no PA12000048 | 44° 25′ 55″ nord, 2° 02′ 18″ est    |                   |
| Camp de concentration de Natzweiler-Struthof (actuel musée des Déportés)                                                           | Natzwiller                  | Bas-Rhin                 | Grand Est                  | classé     | « PA00084818 », notice no PA00084818 | 48° 27′ 14″ nord, 7° 14′ 58″ est    |                   |
| Maison | Sarre-Union                 | Bas-Rhin                 | Grand Est                  | inscrit    | « PA00084942 », notice no PA00084942 | 48° 56′ 15″ nord, 7° 04′ 41″ est    |                   |
| Hôpital civil | Strasbourg                  | Bas-Rhin                 | Grand Est                  | inscrit    | « PA00085043 », notice no PA00085043 | 48° 34′ 33″ nord, 7° 44′ 47″ est    |                   |
| Château de la Calade | Aix-en-Provence             | Bouches-du-Rhône         | Provence-Alpes-Côte d'Azur | inscrit    | « PA00080987 », notice no PA00080987 | 43° 34′ 22″ nord, 5° 23′ 23″ est    |                   |
| Monument aux morts de l'Armée d'Orient et des terres lointaines                                                                    | Marseille                   | Bouches-du-Rhône         | Provence-Alpes-Côte d'Azur | classé     | « PA13000057 », notice no PA13000057 | 43° 17′ 10″ nord, 5° 21′ 02″ est    |                   |
| Château d'Arnajon | Le Puy-Sainte-Réparade      | Bouches-du-Rhône         | Provence-Alpes-Côte d'Azur | classé     | « PA00135625 », notice no PA00135625 | 43° 39′ 56″ nord, 5° 25′ 02″ est    |                   |
| Monument aux morts de la guerre de 1914-1918 dit « monument du Sublime Réveil »                                                    | Salon-de-Provence           | Bouches-du-Rhône         | Provence-Alpes-Côte d'Azur | classé     | « PA13000062 », notice no PA13000062 | 43° 38′ 15″ nord, 5° 05′ 38″ est    |                   |
| Château d'eau de la Guérinière | Caen                        | Calvados                 | Normandie                  | classé     | « PA14000087 », notice no PA14000087 | 49° 09′ 43″ nord, 0° 20′ 38″ ouest  |                   |
| Ferme du Clos-Montfort | Colombières                 | Calvados                 | Normandie                  | inscrit    | « PA14000100 », notice no PA14000100 | 49° 18′ 18″ nord, 0° 59′ 52″ ouest  |                   |
| Château de Fontaine-Henry | Fontaine-Henry              | Calvados                 | Normandie                  | classé     | « PA00111341 », notice no PA00111341 | 49° 16′ 30″ nord, 0° 27′ 05″ ouest  |                   |
| Basilique Sainte-Thérèse | Lisieux                     | Calvados                 | Normandie                  | classé     | « PA14000094 », notice no PA14000094 | 49° 08′ 23″ nord, 0° 14′ 11″ est    |                   |
| Château de Bourgon | Valence                     | Charente                 | Nouvelle-Aquitaine         | inscrit    | « PA16000047 », notice no PA16000047 | 45° 53′ 15″ nord, 0° 18′ 47″ est    |                   |
| Four de potier Varoqueaux | La Chapelle-des-Pots        | Charente-Maritime        | Nouvelle-Aquitaine         | inscrit    | « PA17000086 », notice no PA17000086 | 45° 45′ 40″ nord, 0° 32′ 25″ ouest  |                   |
| Phare de l'île d'Aix | Île-d'Aix                   | Charente-Maritime        | Nouvelle-Aquitaine         | inscrit    | « PA17000087 », notice no PA17000087 | 46° 00′ 36″ nord, 1° 10′ 41″ ouest  |                   |
| Jardin de Gabriel | Nantillé                    | Charente-Maritime        | Nouvelle-Aquitaine         | inscrit    | « PA17000085 », notice no PA17000085 | 45° 51′ 04″ nord, 0° 28′ 14″ ouest  |                   |
| Phare de Chauveau | Rivedoux-Plage              | Charente-Maritime        | Nouvelle-Aquitaine         | inscrit    | « PA17000088 », notice no PA17000088 | 46° 08′ 02″ nord, 1° 16′ 25″ ouest  |                   |
| Phares d'alignement | La Rochelle                 | Charente-Maritime        | Nouvelle-Aquitaine         | inscrit    | « PA17000089 », notice no PA17000089 | 46° 09′ 25″ nord, 1° 08′ 59″ ouest  |                   |
| Palais des congrès | Royan                       | Charente-Maritime        | Nouvelle-Aquitaine         | inscrit    | « PA17000090 », notice no PA17000090 | 45° 37′ 12″ nord, 1° 01′ 59″ ouest  |                   |
| Phare des Baleineaux | Saint-Clément-des-Baleines  | Charente-Maritime        | Nouvelle-Aquitaine         | inscrit    | « PA00105165 », notice no PA00105165 | 46° 15′ 50″ nord, 1° 35′ 12″ ouest  |                   |
| Phare de Vallières | Saint-Georges-de-Didonne    | Charente-Maritime        | Nouvelle-Aquitaine         | inscrit    | « PA17000092 », notice no PA17000092 | 45° 35′ 54″ nord, 1° 00′ 29″ ouest  |                   |
| Halle | Saint-Jean-d'Angle          | Charente-Maritime        | Nouvelle-Aquitaine         | inscrit    | « PA17000093 », notice no PA17000093 | 45° 49′ 11″ nord, 0° 56′ 48″ ouest  |                   |
| Phare de Terre-Nègre | Saint-Palais-sur-Mer        | Charente-Maritime        | Nouvelle-Aquitaine         | inscrit    | « PA17000094 », notice no PA17000094 | 45° 38′ 43″ nord, 1° 06′ 27″ ouest  | catégorie commons |
| Phare de la Coubre | La Tremblade                | Charente-Maritime        | Nouvelle-Aquitaine         | inscrit    | « PA17000095 », notice no PA17000095 | 45° 41′ 47″ nord, 1° 14′ 00″ ouest  | catégorie commons |
| Ermitage dit « de l'Incarnation » ou de « Notre-Dame de Grâce » de l'ancien monastère de Notre-Dame et Saint-Joseph du Mont-Carmel | Bourges                     | Cher                     | Centre-Val de Loire        | inscrit    | « PA18000054 », notice no PA18000054 | 47° 05′ 21″ nord, 2° 23′ 30″ est    |                   |
| Église Saint-Martin de Plaimpied                                                                                                   | Plaimpied-Givaudins         | Cher                     | Centre-Val de Loire        | inscrit    | « PA00096867 », notice no PA00096867 | 46° 59′ 54″ nord, 2° 27′ 19″ est    |                   |
| Maison dite « de la Sirène » | Collonges-la-Rouge          | Corrèze                  | Nouvelle-Aquitaine         | inscrit    | « PA00099730 », notice no PA00099730 | 45° 03′ 39″ nord, 1° 39′ 17″ est    |                   |
| Château de Puy-de-Val | Espagnac                    | Corrèze                  | Nouvelle-Aquitaine         | inscrit    | « PA00099771 », notice no PA00099771 | 45° 14′ 56″ nord, 1° 51′ 07″ est    |                   |
| Collège de Treignac | Treignac                    | Corrèze                  | Nouvelle-Aquitaine         | inscrit    | « PA00099903 », notice no PA00099903 | 45° 32′ 11″ nord, 1° 47′ 44″ est    |                   |
| Tour de Treignac | Treignac                    | Corrèze                  | Nouvelle-Aquitaine         | inscrit    | « PA00099904 », notice no PA00099904 | 45° 32′ 13″ nord, 1° 47′ 45″ est    |                   |
| Musée Fesch | Ajaccio                     | Corse-du-Sud             | Corse                      | classé     | « PA00099071 », notice no PA00099071 | 41° 55′ 19″ nord, 8° 44′ 19″ est    |                   |
| Statue-menhir de Tavera | Tavera                      | Corse-du-Sud             | Corse                      | classé     | « PA2A000008 », notice no PA2A000008 | 42° 04′ 09″ nord, 8° 59′ 12″ est    |                   |
| Hôtel de Saint-Seine | Dijon                       | Côte-d'Or                | Bourgogne-Franche-Comté    | inscrit    | « PA21000059 », notice no PA21000059 | 47° 19′ 25″ nord, 5° 02′ 34″ est    |                   |
| Église Sainte-Bernadette | Dijon                       | Côte-d'Or                | Bourgogne-Franche-Comté    | classé     | « PA21000042 », notice no PA21000042 | 47° 19′ 53″ nord, 5° 03′ 56″ est    |                   |
| Hôtel Maleteste | Dijon                       | Côte-d'Or                | Bourgogne-Franche-Comté    | inscrit    | « PA00112345 », notice no PA00112345 | 47° 19′ 10″ nord, 5° 02′ 27″ est    |                   |
| Hôtel Aubriot | Dijon                       | Côte-d'Or                | Bourgogne-Franche-Comté    | classé     | « PA21000053 », notice no PA21000053 | 47° 19′ 20″ nord, 5° 02′ 24″ est    |                   |
| Château de Montigny-sur-Aube | Montigny-sur-Aube           | Côte-d'Or                | Bourgogne-Franche-Comté    | inscrit    | « PA00112557 », notice no PA00112557 | 47° 57′ 10″ nord, 4° 46′ 41″ est    |                   |
| Tombe de Vix | Vix                         | Côte-d'Or                | Bourgogne-Franche-Comté    | classé     | « PA21000043 », notice no PA21000043 | 47° 54′ 23″ nord, 4° 31′ 58″ est    |                   |
| Château de la Moglais | Lamballe                    | Côtes-d'Armor            | Bretagne                   | inscrit    | « PA00089219 », notice no PA00089219 | 48° 28′ 12″ nord, 2° 29′ 05″ ouest  |                   |
| Phare des Héaux de Bréhat | Pleubian                    | Côtes-d'Armor            | Bretagne                   | classé     | « PA22000031 », notice no PA22000031 | 48° 54′ 30″ nord, 3° 05′ 11″ ouest  |                   |
| Phare du Cap Fréhel | Plévenon                    | Côtes-d'Armor            | Bretagne                   | classé     | « PA22000032 », notice no PA22000032 | 48° 41′ 16″ nord, 2° 19′ 03″ ouest  |                   |
| Château de Caradeuc | Plouasne                    | Côtes-d'Armor            | Bretagne                   | inscrit    | « PA00089458 », notice no PA00089458 | 48° 17′ 37″ nord, 1° 57′ 31″ ouest  |                   |
| Château d'Arfeuille | Felletin                    | Creuse                   | Nouvelle-Aquitaine         | inscrit    | « PA00100065 », notice no PA00100065 | 45° 52′ 56″ nord, 2° 12′ 23″ est    |                   |
| Château de La Combe | Sermur                      | Creuse                   | Nouvelle-Aquitaine         | inscrit    | « PA23000023 », notice no PA23000023 | 45° 57′ 27″ nord, 2° 23′ 54″ est    |                   |
| Tanneries de Champdeniers | Champdeniers-Saint-Denis    | Deux-Sèvres              | Nouvelle-Aquitaine         | inscrit    | « PA79000040 », notice no PA79000040 | 46° 29′ 02″ nord, 0° 24′ 08″ ouest  |                   |
| Halle de Pamproux | Pamproux                    | Deux-Sèvres              | Nouvelle-Aquitaine         | inscrit    | « PA79000039 », notice no PA79000039 | 46° 23′ 42″ nord, 0° 03′ 21″ ouest  |                   |
| Église Saint-Pierre-ès-Liens de Rossignol                                                                                          | Gout-Rossignol              | Dordogne                 | Nouvelle-Aquitaine         | inscrit    | « PA24000077 », notice no PA24000077 | 45° 24′ 52″ nord, 0° 25′ 37″ est    |                   |
| Château de Beauvais | Lussas-et-Nontronneau       | Dordogne                 | Nouvelle-Aquitaine         | inscrit    | « PA00082624 », notice no PA00082624 | 45° 30′ 41″ nord, 0° 35′ 23″ est    |                   |
| Maison Duchêne | Montignac-Lascaux           | Dordogne                 | Nouvelle-Aquitaine         | inscrit    | « PA24000078 », notice no PA24000078 | 45° 03′ 51″ nord, 1° 09′ 46″ est    |                   |
| Couvent des Dames de la Foi (façade)                                                                                               | Périgueux                   | Dordogne                 | Nouvelle-Aquitaine         | classé     | « PA00082750 », notice no PA00082750 | 45° 10′ 59″ nord, 0° 43′ 13″ est    |                   |
| Funiculaire de Bregille | Besançon                    | Doubs                    | Bourgogne-Franche-Comté    | inscrit    | « PA25000071 », notice no PA25000071 | 47° 14′ 31″ nord, 6° 02′ 04″ est    |                   |
| Hôtel de Valay | Besançon                    | Doubs                    | Bourgogne-Franche-Comté    | inscrit    | « PA00101509 », notice no PA00101509 | 47° 14′ 03″ nord, 6° 01′ 26″ est    |                   |
| Oratoire de Buffard | Buffard                     | Doubs                    | Bourgogne-Franche-Comté    | inscrit    | « PA25000072 », notice no PA25000072 | 47° 01′ 57″ nord, 5° 49′ 32″ est    |                   |
| Bâtiment d'Ougney-Douvot | Ougney-Douvot               | Doubs                    | Bourgogne-Franche-Comté    | inscrit    | « PA25000073 », notice no PA25000073 | 47° 19′ 17″ nord, 6° 17′ 03″ est    |                   |
| Motte castrale de la Malatière | Rang                        | Doubs                    | Bourgogne-Franche-Comté    | inscrit    | « PA25000074 », notice no PA25000074 | 47° 24′ 52″ nord, 6° 33′ 39″ est    |                   |
| Château de Vaire-le-Grand | Vaire-Arcier                | Doubs                    | Bourgogne-Franche-Comté    | classé     | « PA00101731 », notice no PA00101731 | 47° 17′ 01″ nord, 6° 09′ 01″ est    |                   |
| Tombe du Facteur Cheval | Hauterives                  | Drôme                    | Auvergne-Rhône-Alpes       | classé     | « PA00116967 », notice no PA00116967 | 45° 15′ 00″ nord, 5° 01′ 08″ est    |                   |
| Église Saint-Pierre de Lemps | Lemps                       | Drôme                    | Auvergne-Rhône-Alpes       | inscrit    | « PA26000027 », notice no PA26000027 | 44° 21′ 06″ nord, 5° 25′ 07″ est    |                   |
| Îlot de la Tour Juiverie | Saint-Paul-Trois-Châteaux   | Drôme                    | Auvergne-Rhône-Alpes       | inscrit    | « PA26000028 », notice no PA26000028 | 44° 20′ 55″ nord, 4° 46′ 06″ est    |                   |
| Moulins à vent de la Mure | Vassieux-en-Vercors         | Drôme                    | Auvergne-Rhône-Alpes       | inscrit    | « PA26000026 », notice no PA26000026 | 44° 54′ 52″ nord, 5° 22′ 44″ est    |                   |
| Manoir de la Haule | Aclou                       | Eure                     | Normandie                  | inscrit    | « PA00099288 », notice no PA00099288 | 49° 10′ 15″ nord, 0° 42′ 13″ est    |                   |
| Château du Plessis-Bouquelon | Bouquelon                   | Eure                     | Normandie                  | classé     | « PA27000063 », notice no PA27000063 | 49° 23′ 07″ nord, 0° 29′ 32″ est    |                   |
| Château de la Tuilerie | Cauverville-en-Roumois      | Eure                     | Normandie                  | inscrit    | « PA27000018 », notice no PA27000018 | 49° 21′ 53″ nord, 0° 38′ 36″ est    |                   |
| Phare de Fatouville | Fatouville-Grestain         | Eure                     | Normandie                  | classé     | « PA27000079 », notice no PA27000079 | 49° 24′ 51″ nord, 0° 19′ 31″ est    |                   |
| Église Saint-Gervais-et-Saint-Protais de Pullay                                                                                    | Pullay                      | Eure                     | Normandie                  | inscrit    | « PA00099526 », notice no PA00099526 | 48° 43′ 54″ nord, 0° 52′ 37″ est    |                   |
| Phare de La Roque | Saint-Samson-de-la-Roque    | Eure                     | Normandie                  | inscrit    | « PA27000084 », notice no PA27000084 | 49° 26′ 38″ nord, 0° 25′ 30″ est    |                   |
| Maison (Épernon, 5 place du Change)                                                                                                | Épernon                     | Eure-et-Loir             | Centre-Val de Loire        | inscrit    | « PA00097103 », notice no PA00097103 | 48° 36′ 36″ nord, 1° 40′ 38″ est    |                   |
| Bâtiment aux Lions | Brest                       | Finistère                | Bretagne                   | classé     | « PA29000065 », notice no PA29000065 | 48° 23′ 19″ nord, 4° 29′ 59″ est    |                   |
| Phare de Pontusval | Brignogan-Plages            | Finistère                | Bretagne                   | classé     | « PA29000070 », notice no PA29000070 | 48° 40′ 41″ nord, 4° 20′ 47″ ouest  |                   |
| Phare du Stiff | Ouessant                    | Finistère                | Bretagne                   | classé     | « PA29000052 », notice no PA29000052 | 48° 28′ 28″ nord, 5° 03′ 24″ ouest  |                   |
| Phare du Créac'h | Ouessant                    | Finistère                | Bretagne                   | classé     | « PA29000048 », notice no PA29000048 | 48° 27′ 33″ nord, 5° 07′ 44″ ouest  |                   |
| Phares de la pointe de Penmarc'h comprenant le phare d'Eckmühl                                                                     | Penmarc'h                   | Finistère                | Bretagne                   | classé     | « PA29000049 », notice no PA29000049 | 47° 47′ 53″ nord, 4° 22′ 25″ ouest  |                   |
| Phare de Saint-Mathieu | Plougonvelin                | Finistère                | Bretagne                   | classé     | « PA29000050 », notice no PA29000050 | 48° 19′ 47″ nord, 4° 46′ 15″ ouest  |                   |
| Phare de l'Île Vierge | Plouguerneau                | Finistère                | Bretagne                   | classé     | « PA29000071 », notice no PA29000071 | 48° 38′ 20″ nord, 4° 34′ 01″ ouest  |                   |
| Chapelle Saint-Aubin de Lanvaïdic                                                                                                  | Port-Launay                 | Finistère                | Bretagne                   | inscrit    | « PA29000072 », notice no PA29000072 | 48° 13′ 12″ nord, 4° 05′ 06″ ouest  |                   |
| Maison Margarot | Calvisson                   | Gard                     | Occitanie                  | inscrit    | « PA30000085 », notice no PA30000085 | 43° 47′ 10″ nord, 4° 11′ 36″ est    |                   |
| Villa solaire Gosselin | Lédenon                     | Gard                     | Occitanie                  | inscrit    | « PA30000083 », notice no PA30000083 | 43° 54′ 26″ nord, 4° 31′ 28″ est    |                   |
| Maison de retraite protestante | Nîmes                       | Gard                     | Occitanie                  | inscrit    | « PA30000082 », notice no PA30000082 | 43° 50′ 15″ nord, 4° 20′ 56″ est    |                   |
| Hôtel de voyageurs du Louvre | Nîmes                       | Gard                     | Occitanie                  | inscrit    | « PA30000084 », notice no PA30000084 | 43° 50′ 10″ nord, 4° 21′ 49″ est    |                   |
| Maison dite "Villa Roche" | Nîmes                       | Gard                     | Occitanie                  | inscrit    | « PA30000087 », notice no PA30000087 | 43° 50′ 42″ nord, 4° 21′ 51″ est    |                   |
| Ancien grand séminaire | Nîmes                       | Gard                     | Occitanie                  | inscrit    | « PA30000086 », notice no PA30000086 | 43° 50′ 14″ nord, 4° 21′ 06″ est    |                   |
| Château de Pougnadoresse | Pougnadoresse               | Gard                     | Occitanie                  | inscrit    | « PA30000090 », notice no PA30000090 | 44° 05′ 35″ nord, 4° 30′ 25″ est    |                   |
| Domaine de la Tour | Saint-Chaptes               | Gard                     | Occitanie                  | classé     | « PA00103200 », notice no PA00103200 | 43° 57′ 25″ nord, 4° 17′ 14″ est    |                   |
| Église Saint-Pierre d'Abzac | Abzac                       | Gironde                  | Nouvelle-Aquitaine         | inscrit    | « PA00083104 », notice no PA00083104 | 45° 01′ 03″ nord, 0° 07′ 37″ ouest  |                   |
| Colonnes rostrales de l'esplanade des Quinconces                                                                                   | Bordeaux                    | Gironde                  | Nouvelle-Aquitaine         | classé     | « PA33000075 », notice no PA33000075 | 44° 50′ 45″ nord, 0° 34′ 16″ ouest  |                   |
| Monument aux Girondins | Bordeaux                    | Gironde                  | Nouvelle-Aquitaine         | classé     | « PA33000074 », notice no PA33000074 | 44° 50′ 43″ nord, 0° 34′ 30″ ouest  |                   |
| Château Giscours | Labarde                     | Gironde                  | Nouvelle-Aquitaine         | inscrit    | « PA33000147 », notice no PA33000147 | 45° 00′ 31″ nord, 0° 38′ 45″ ouest  |                   |
| Villa gallo-romaine | Loupiac                     | Gironde                  | Nouvelle-Aquitaine         | inscrit    | « PA33000148 », notice no PA33000148 | 44° 37′ 30″ nord, 0° 18′ 10″ ouest  |                   |
| Château La Lagune | Ludon-Médoc                 | Gironde                  | Nouvelle-Aquitaine         | inscrit    | « PA33000149 », notice no PA33000149 | 44° 58′ 44″ nord, 0° 37′ 02″ ouest  |                   |
| Château Rauzan-Ségla | Margaux                     | Gironde                  | Nouvelle-Aquitaine         | inscrit    | « PA33000150 », notice no PA33000150 | 45° 02′ 10″ nord, 0° 40′ 32″ ouest  |                   |
| Halle de Monségur | Monségur                    | Gironde                  | Nouvelle-Aquitaine         | inscrit    | « PA33000139 », notice no PA33000139 | 44° 39′ 01″ nord, 0° 04′ 49″ est    |                   |
| Croix de la Passion | Monségur                    | Gironde                  | Nouvelle-Aquitaine         | inscrit    | « PA33000138 », notice no PA33000138 | 44° 39′ 03″ nord, 0° 05′ 02″ est    |                   |
| Maison de la cité Frugès | Pessac                      | Gironde                  | Nouvelle-Aquitaine         | inscrit    | « PA33000142 », notice no PA33000142 | 44° 47′ 57″ nord, 0° 38′ 53″ ouest  |                   |
| Maison de la cité Frugès | Pessac                      | Gironde                  | Nouvelle-Aquitaine         | inscrit    | « PA33000143 », notice no PA33000143 | 44° 47′ 56″ nord, 0° 38′ 52″ ouest  |                   |
| Maison de la cité Frugès | Pessac                      | Gironde                  | Nouvelle-Aquitaine         | inscrit    | « PA33000141 », notice no PA33000141 | 44° 47′ 57″ nord, 0° 38′ 53″ ouest  |                   |
| Maison de la cité Frugès | Pessac                      | Gironde                  | Nouvelle-Aquitaine         | inscrit    | « PA33000144 », notice no PA33000144 | 44° 47′ 56″ nord, 0° 38′ 53″ ouest  |                   |
| Maison de la cité Frugès | Pessac                      | Gironde                  | Nouvelle-Aquitaine         | inscrit    | « PA33000140 », notice no PA33000140 | 44° 47′ 58″ nord, 0° 38′ 52″ ouest  |                   |
| Château Balac | Saint-Laurent-Médoc         | Gironde                  | Nouvelle-Aquitaine         | inscrit    | « PA33000152 », notice no PA33000152 | 45° 10′ 15″ nord, 0° 50′ 00″ ouest  |                   |
| Villa Geneste | La Teste-de-Buch            | Gironde                  | Nouvelle-Aquitaine         | inscrit    | « PA33000146 », notice no PA33000146 | 44° 36′ 11″ nord, 1° 12′ 30″ ouest  |                   |
| Hôtel de ville | Pointe-à-Pitre              | Guadeloupe               | Guadeloupe                 | inscrit    | « PA97100038 », notice no PA97100038 | 16° 14′ 28″ nord, 61° 32′ 01″ ouest |                   |
| Maison | Guebwiller                  | Haut-Rhin                | Grand Est                  | inscrit    | « PA00085443 », notice no PA00085443 | 47° 54′ 44″ nord, 7° 12′ 32″ est    |                   |
| Manufacture Zuber (ancienne commanderie des chevaliers teutoniques)                                                                | Rixheim                     | Haut-Rhin                | Grand Est                  | classé     | « PA00085636 », notice no PA00085636 | 47° 44′ 40″ nord, 7° 23′ 49″ est    |                   |
| Château Stoppielle | Centuri                     | Haute-Corse              | Corse                      | inscrit    | « PA2B000021 », notice no PA2B000021 | 42° 58′ 15″ nord, 9° 21′ 37″ est    |                   |
| Couvent Saint-Dominique de Corbara                                                                                                 | Corbara                     | Haute-Corse              | Corse                      | inscrit    | « PA2B000019 », notice no PA2B000019 | 42° 36′ 11″ nord, 8° 54′ 44″ est    |                   |
| Phare de la Giraglia | Ersa                        | Haute-Corse              | Corse                      | classé     | « PA2B000014 », notice no PA2B000014 | 43° 01′ 36″ nord, 9° 24′ 20″ est    |                   |
| Casa Strenna | Ersa                        | Haute-Corse              | Corse                      | inscrit    | « PA2B000020 », notice no PA2B000020 | 42° 58′ 30″ nord, 9° 22′ 42″ est    |                   |
| Château Fantauzzi | Morsiglia                   | Haute-Corse              | Corse                      | inscrit    | « PA2B000022 », notice no PA2B000022 | 42° 56′ 52″ nord, 9° 21′ 58″ est    |                   |
| Maison Sebastiani-Conneau | La Porta                    | Haute-Corse              | Corse                      | inscrit    | « PA2B000016 », notice no PA2B000016 | 42° 25′ 23″ nord, 9° 21′ 09″ est    |                   |
| Prison Saint-Michel (ancienne) | Toulouse                    | Haute-Garonne            | Occitanie                  | inscrit    | « PA31000090 », notice no PA31000090 | 43° 35′ 10″ nord, 1° 26′ 51″ est    |                   |
| Hôtel de Séneujol | Le Puy-en-Velay             | Haute-Loire              | Auvergne-Rhône-Alpes       | inscrit    | « PA00092791 », notice no PA00092791 | 45° 02′ 42″ nord, 3° 52′ 52″ est    |                   |
| Château de Chabreuges | Saint-Laurent-Chabreuges    | Haute-Loire              | Auvergne-Rhône-Alpes       | inscrit    | « PA43000056 », notice no PA43000056 | 45° 16′ 42″ nord, 3° 20′ 11″ est    |                   |
| Fort Vercingétorix de Cognelot | Chalindrey                  | Haute-Marne              | Grand Est                  | inscrit    | « PA52000032 », notice no PA52000032 | 47° 48′ 25″ nord, 5° 24′ 19″ est    |                   |
| Château de Contréglise | Contréglise                 | Haute-Saône              | Bourgogne-Franche-Comté    | inscrit    | « PA70000104 », notice no PA70000104 | 47° 49′ 28″ nord, 6° 02′ 18″ est    |                   |
| Hôtel de ville de Cult | Cult                        | Haute-Saône              | Bourgogne-Franche-Comté    | inscrit    | « PA70000105 », notice no PA70000105 | 47° 18′ 44″ nord, 5° 44′ 11″ est    |                   |
| Hôtel Thiebaut de Montureux | Luxeuil-les-Bains           | Haute-Saône              | Bourgogne-Franche-Comté    | inscrit    | « PA70000100 », notice no PA70000100 | 47° 49′ 02″ nord, 6° 22′ 50″ est    |                   |
| Établissement thermal de Luxeuil-les-Bains                                                                                         | Luxeuil-les-Bains           | Haute-Saône              | Bourgogne-Franche-Comté    | inscrit    | « PA00102203 », notice no PA00102203 | 47° 49′ 15″ nord, 6° 22′ 35″ est    |                   |
| Église de l'Assomption de Noidans-lès-Vesoul                                                                                       | Noidans-lès-Vesoul          | Haute-Saône              | Bourgogne-Franche-Comté    | inscrit    | « PA70000106 », notice no PA70000106 | 47° 36′ 49″ nord, 6° 07′ 29″ est    |                   |
| Presbytère de Vauvillers | Vauvillers                  | Haute-Saône              | Bourgogne-Franche-Comté    | inscrit    | « PA70000102 », notice no PA70000102 | 47° 55′ 21″ nord, 6° 05′ 45″ est    |                   |
| Grande fontaine de Vauvillers | Vauvillers                  | Haute-Saône              | Bourgogne-Franche-Comté    | inscrit    | « PA70000101 », notice no PA70000101 | 47° 55′ 23″ nord, 6° 05′ 45″ est    |                   |
| Hôtel de Simon Renard | Vesoul                      | Haute-Saône              | Bourgogne-Franche-Comté    | inscrit    | « PA70000081 », notice no PA70000081 | 47° 37′ 22″ nord, 6° 09′ 28″ est    |                   |
| Maison | Villersexel                 | Haute-Saône              | Bourgogne-Franche-Comté    | inscrit    | « PA70000103 », notice no PA70000103 | 47° 33′ 04″ nord, 6° 26′ 02″ est    |                   |
| Château-Vieux et Château-Neuf d'Allinges                                                                                           | Allinges                    | Haute-Savoie             | Auvergne-Rhône-Alpes       | classé     | « PA00118339 », notice no PA00118339 | 46° 19′ 53″ nord, 6° 27′ 52″ est    |                   |
| Site archéologique du Pâquier et Lac d'Annecy                                                                                      | Annecy                      | Haute-Savoie             | Auvergne-Rhône-Alpes       | classé     | « PA74000014 », notice no PA74000014 | 45° 54′ 08″ nord, 6° 08′ 20″ est    |                   |
| Site archéologique des Marais et Lac d'Annecy                                                                                      | Saint-Jorioz                | Haute-Savoie             | Auvergne-Rhône-Alpes       | classé     | « PA74000015 », notice no PA74000015 | 45° 50′ 08″ nord, 6° 10′ 57″ est    |                   |
| Site archéologique des Mongets et Lac d'Annecy                                                                                     | Sévrier                     | Haute-Savoie             | Auvergne-Rhône-Alpes       | classé     | « PA74000017 », notice no PA74000017 | 45° 51′ 12″ nord, 6° 09′ 04″ est    |                   |
| Site archéologique du Crêt-de-Chatillon et Lac d'Annecy                                                                            | Sévrier                     | Haute-Savoie             | Auvergne-Rhône-Alpes       | classé     | « PA74000016 », notice no PA74000016 | 45° 51′ 39″ nord, 6° 09′ 18″ est    |                   |
| Pont de Lascaux | Saint-Auvent                | Haute-Vienne             | Nouvelle-Aquitaine         | inscrit    | « PA87000039 », notice no PA87000039 | 45° 48′ 19″ nord, 0° 56′ 15″ est    |                   |
| Maison, ancien logis du XVIe siècle                                                                                                | Saint-Léonard-de-Noblat     | Haute-Vienne             | Nouvelle-Aquitaine         | inscrit    | « PA00100472 », notice no PA00100472 | 45° 50′ 16″ nord, 1° 29′ 26″ est    |                   |
| Maison Faure-Vincent | Cervières                   | Hautes-Alpes             | Provence-Alpes-Côte d'Azur | inscrit    | « PA05000018 », notice no PA05000018 | 44° 52′ 11″ nord, 6° 43′ 17″ est    |                   |
| Palais des Arts et des Congrès d'Issy-les-Moulineaux                                                                               | Issy-les-Moulineaux         | Hauts-de-Seine           | Île-de-France              | inscrit    | « PA92000021 », notice no PA92000021 | 48° 49′ 22″ nord, 2° 16′ 12″ est    |                   |
| Ancien phare du Mont-Saint-Loup | Agde                        | Hérault                  | Occitanie                  | inscrit    | « PA34000082 », notice no PA34000082 | 43° 17′ 54″ nord, 3° 30′ 11″ est    |                   |
| Hôtel de Castilhon | Béziers                     | Hérault                  | Occitanie                  | inscrit    | « PA00103384 », notice no PA00103384 | 43° 20′ 34″ nord, 3° 12′ 53″ est    |                   |
| Château de Cazouls-d'Hérault | Cazouls-d'Hérault           | Hérault                  | Occitanie                  | inscrit    | « PA00103420 », notice no PA00103420 | 43° 30′ 26″ nord, 3° 27′ 29″ est    |                   |
| Citadelle de Minerve | Minerve                     | Hérault                  | Occitanie                  | inscrit    | « PA34000083 », notice no PA34000083 | 43° 21′ 15″ nord, 2° 44′ 47″ est    |                   |
| Couvent (ou Chapelle) des Récollets                                                                                                | Montpellier                 | Hérault                  | Occitanie                  | inscrit    | « PA34000084 », notice no PA34000084 | 43° 37′ 06″ nord, 3° 52′ 44″ est    |                   |
| Hôtel de Mirman | Montpellier                 | Hérault                  | Occitanie                  | inscrit    | « PA00103575 », notice no PA00103575 | 43° 36′ 40″ nord, 3° 52′ 40″ est    |                   |
| Phare du Mont-Saint-Clair | Sète                        | Hérault                  | Occitanie                  | inscrit    | « PA34000085 », notice no PA34000085 | 43° 23′ 44″ nord, 3° 41′ 23″ est    |                   |
| Château de la Magnanne | Andouillé-Neuville          | Ille-et-Vilaine          | Bretagne                   | inscrit    | « PA00090495 », notice no PA00090495 | 48° 17′ 13″ nord, 1° 37′ 12″ ouest  |                   |
| Château du Boschet | Bourg-des-Comptes           | Ille-et-Vilaine          | Bretagne                   | classé     | « PA00090508 », notice no PA00090508 | 47° 54′ 48″ nord, 1° 45′ 24″ ouest  |                   |
| Maison du Peuple de Saint-Malo | Saint-Malo                  | Ille-et-Vilaine          | Bretagne                   | inscrit    | « PA35000040 », notice no PA35000040 | 48° 38′ 54″ nord, 2° 00′ 27″ ouest  |                   |
| Ensemble castral de Châtillon-sur-Indre                                                                                            | Châtillon-sur-Indre         | Indre                    | Centre-Val de Loire        | classé     | « PA00097301 », notice no PA00097301 | 46° 59′ 11″ nord, 1° 10′ 28″ est    |                   |
| Chaussée de l'Étang de La Châtre-Langlin et de Saint-Benoît-du-Sault                                                               | La Châtre-Langlin           | Indre                    | Centre-Val de Loire        | classé     | « PA36000028 », notice no PA36000028 | 46° 26′ 16″ nord, 1° 23′ 20″ est    |                   |
| Église Saint-Germain de Déols | Déols                       | Indre                    | Centre-Val de Loire        | inscrit    | « PA36000031 », notice no PA36000031 | 46° 49′ 35″ nord, 1° 42′ 07″ est    |                   |
| Vestiges du Pont Perrin | Déols                       | Indre                    | Centre-Val de Loire        | inscrit    | « PA36000033 », notice no PA36000033 | 46° 49′ 30″ nord, 1° 41′ 54″ est    |                   |
| Porte du pont Perrin | Déols                       | Indre                    | Centre-Val de Loire        | inscrit    | « PA36000032 », notice no PA36000032 | 46° 49′ 31″ nord, 1° 41′ 56″ est    |                   |
| Prieuré Saint-Benoît | Saint-Benoît-du-Sault       | Indre                    | Centre-Val de Loire        | classé     | « PA00097446 », notice no PA00097446 | 46° 26′ 18″ nord, 1° 23′ 23″ est    |                   |
| Château de Valençay | Valençay                    | Indre                    | Centre-Val de Loire        | classé     | « PA00097475 », notice no PA00097475 | 47° 09′ 27″ nord, 1° 33′ 48″ est    |                   |
| Barrage de Nitray | Athée-sur-Cher              | Indre-et-Loire           | Centre-Val de Loire        | inscrit    | « PA37000030 », notice no PA37000030 | 47° 20′ 43″ nord, 0° 53′ 41″ est    |                   |
| Cimetière de Cravant-les-Côteaux                                                                                                   | Cravant-les-Côteaux         | Indre-et-Loire           | Centre-Val de Loire        | inscrit    | « PA37000029 », notice no PA37000029 | 47° 09′ 59″ nord, 0° 20′ 57″ est    |                   |
| Abbaye de la Clarté-Dieu (Saint-Paterne)                                                                                           | Saint-Paterne-Racan         | Indre-et-Loire           | Centre-Val de Loire        | classé     | « PA00098094 », notice no PA00098094 | 47° 36′ 06″ nord, 0° 27′ 23″ est    |                   |
| Église Saint-Étienne de Villandry                                                                                                  | Villandry                   | Indre-et-Loire           | Centre-Val de Loire        | inscrit    | « PA00098287 », notice no PA00098287 | 47° 20′ 23″ nord, 0° 30′ 42″ est    |                   |
| Église prieurale Notre-Dame de Tourdan                                                                                             | Revel-Tourdan               | Isère                    | Auvergne-Rhône-Alpes       | inscrit    | « PA38000031 », notice no PA38000031 | 45° 22′ 20″ nord, 5° 01′ 59″ est    |                   |
| Château de Barbarin | Revel-Tourdan               | Isère                    | Auvergne-Rhône-Alpes       | inscrit    | « PA38000032 », notice no PA38000032 | 45° 23′ 08″ nord, 5° 03′ 02″ est    |                   |
| Église Saint-Jean-Baptiste de Vif                                                                                                  | Vif                         | Isère                    | Auvergne-Rhône-Alpes       | classé     | « PA00117352 », notice no PA00117352 | 45° 03′ 20″ nord, 5° 40′ 14″ est    |                   |
| Demeure de maître de forges | Bourg-de-Sirod              | Jura                     | Bourgogne-Franche-Comté    | inscrit    | « PA39000100 », notice no PA39000100 | 46° 43′ 27″ nord, 5° 57′ 18″ est    |                   |
| Château de Dammartin | Dammartin-Marpain           | Jura                     | Bourgogne-Franche-Comté    | inscrit    | « PA39000101 », notice no PA39000101 | 47° 15′ 20″ nord, 5° 32′ 41″ est    |                   |
| Ferme La Vie du Lac | Lamoura                     | Jura                     | Bourgogne-Franche-Comté    | inscrit    | « PA39000102 », notice no PA39000102 | 46° 23′ 19″ nord, 5° 57′ 56″ est    |                   |
| Monument funéraire du sculpteur Bourgeois                                                                                          | Lons-le-Saunier             | Jura                     | Bourgogne-Franche-Comté    | inscrit    | « PA39000103 », notice no PA39000103 | 46° 40′ 44″ nord, 5° 33′ 34″ est    |                   |
| Église Saint-Martin d'Ambierle | Ambierle                    | Loire                    | Auvergne-Rhône-Alpes       | classé     | « PA00117423 », notice no PA00117423 | 46° 06′ 16″ nord, 3° 53′ 44″ est    |                   |
| Site minier dit "Puits Couriot", maintenant sauvegardé en Musée de la mine                                                         | Saint-Étienne               | Loire                    | Auvergne-Rhône-Alpes       | classé     | « PA42000039 », notice no PA42000039 | 45° 26′ 19″ nord, 4° 22′ 36″ est    |                   |
| Tombeau Smith | Saint-Étienne               | Loire                    | Auvergne-Rhône-Alpes       | inscrit    | « PA42000040 », notice no PA42000040 | 45° 26′ 39″ nord, 4° 23′ 29″ est    |                   |
| Château de Sury | Sury-le-Comtal              | Loire                    | Auvergne-Rhône-Alpes       | inscrit    | « PA00117668 », notice no PA00117668 | 45° 32′ 19″ nord, 4° 10′ 58″ est    |                   |
| Château de la Berrière | Barbechat                   | Loire-Atlantique         | Pays de la Loire           | inscrit    | « PA44000047 », notice no PA44000047 | 47° 16′ 39″ nord, 1° 19′ 06″ ouest  |                   |
| Phare de la Banche | La Baule-Escoublac          | Loire-Atlantique         | Pays de la Loire           | inscrit    | « PA44000049 », notice no PA44000049 | 47° 10′ 38″ nord, 2° 28′ 03″ ouest  |                   |
| Manoir de la Vignette | Le Cellier                  | Loire-Atlantique         | Pays de la Loire           | inscrit    | « PA44000048 », notice no PA44000048 | 47° 19′ 14″ nord, 1° 20′ 30″ ouest  |                   |
| Hôtel Maës | Nantes                      | Loire-Atlantique         | Pays de la Loire           | inscrit    | « PA00108694 », notice no PA00108694 | 47° 12′ 42″ nord, 1° 34′ 37″ ouest  |                   |
| Hôtel Philippe | Nantes                      | Loire-Atlantique         | Pays de la Loire           | inscrit    | « PA00108695 », notice no PA00108695 | 47° 12′ 39″ nord, 1° 34′ 35″ ouest  |                   |
| Ensemble paroissial, dont l'église Sainte-Thérèse                                                                                  | Nantes                      | Loire-Atlantique         | Pays de la Loire           | inscrit    | « PA44000046 », notice no PA44000046 | 47° 13′ 56″ nord, 1° 34′ 40″ ouest  |                   |
| Hôtel de la Marine | Nantes                      | Loire-Atlantique         | Pays de la Loire           | inscrit    | « PA00108692 », notice no PA00108692 | 47° 12′ 42″ nord, 1° 34′ 33″ ouest  |                   |
| Château de la Morlière | Orvault                     | Loire-Atlantique         | Pays de la Loire           | inscrit    | « PA44000051 », notice no PA44000051 | 47° 15′ 19″ nord, 1° 35′ 46″ ouest  |                   |
| Balise des Morées | Saint-Nazaire               | Loire-Atlantique         | Pays de la Loire           | inscrit    | « PA44000052 », notice no PA44000052 | 47° 15′ 03″ nord, 2° 13′ 01″ ouest  |                   |
| Phare du Grand-Charpentier | Saint-Nazaire               | Loire-Atlantique         | Pays de la Loire           | inscrit    | « PA44000053 », notice no PA44000053 | 47° 12′ 49″ nord, 2° 19′ 08″ ouest  |                   |
| Dolmen de Peyre de l'Homme | Durbans                     | Lot                      | Occitanie                  | inscrit    | « PA46000048 », notice no PA46000048 | 44° 41′ 30″ nord, 1° 47′ 11″ est    |                   |
| Dolmen de Ganil | Gréalou                     | Lot                      | Occitanie                  | inscrit    | « PA46000049 », notice no PA46000049 | 44° 32′ 07″ nord, 1° 54′ 12″ est    |                   |
| Dolmen du Rat | Saint-Sulpice               | Lot                      | Occitanie                  | inscrit    | « PA46000050 », notice no PA46000050 | 44° 34′ 52″ nord, 1° 46′ 56″ est    |                   |
| Château de Lagarde | Grateloup-Saint-Gayrand     | Lot-et-Garonne           | Nouvelle-Aquitaine         | inscrit    | « PA47000012 », notice no PA47000012 | 44° 24′ 59″ nord, 0° 23′ 25″ est    |                   |
| Église Saint-Martin de Cadillac | Roumagne                    | Lot-et-Garonne           | Nouvelle-Aquitaine         | inscrit    | « PA00084218 », notice no PA00084218 | 44° 37′ 39″ nord, 0° 18′ 34″ est    |                   |
| Château de Xaintrailles | Xaintrailles                | Lot-et-Garonne           | Nouvelle-Aquitaine         | inscrit    | « PA00084280 », notice no PA00084280 | 44° 12′ 27″ nord, 0° 15′ 23″ est    |                   |
| Château de Condres | Saint-Bonnet-de-Montauroux  | Lozère                   | Occitanie                  | classé     | « PA00103912 », notice no PA00103912 | 44° 49′ 17″ nord, 3° 44′ 45″ est    |                   |
| Château de Verney | Chenillé-Champteussé        | Maine-et-Loire           | Pays de la Loire           | inscrit    | « PA49000084 », notice no PA49000084 | 47° 40′ 23″ nord, 0° 38′ 06″ ouest  |                   |
| Château du Pin de Champtocé-sur-Loire                                                                                              | Champtocé-sur-Loire         | Maine-et-Loire           | Pays de la Loire           | inscrit    | « PA49000085 », notice no PA49000085 | 47° 25′ 39″ nord, 0° 51′ 01″ ouest  |                   |
| Clos d'entre les Murs | Parnay                      | Maine-et-Loire           | Pays de la Loire           | inscrit    | « PA49000082 », notice no PA49000082 | 47° 13′ 46″ nord, 0° 00′ 13″ ouest  |                   |
| Clos Cristal | Souzay-Champigny            | Maine-et-Loire           | Pays de la Loire           | inscrit    | « PA49000083 », notice no PA49000083 | 47° 12′ 35″ nord, 0° 01′ 56″ ouest  |                   |
| Maison des marais | Marchésieux                 | Manche                   | Normandie                  | inscrit    | « PA50000073 », notice no PA50000073 | 49° 10′ 16″ nord, 1° 18′ 25″ ouest  |                   |
| Manoir de Donville | Méautis                     | Manche                   | Normandie                  | inscrit    | « PA50000074 », notice no PA50000074 | 49° 17′ 47″ nord, 1° 16′ 57″ ouest  |                   |
| Villa Bailleul | Pontorson                   | Manche                   | Normandie                  | inscrit    | « PA50000075 », notice no PA50000075 | 48° 33′ 11″ nord, 1° 30′ 21″ ouest  |                   |
| Château d'Étrepy | Étrepy                      | Marne                    | Grand Est                  | inscrit    | « PA51000017 », notice no PA51000017 | 48° 46′ 02″ nord, 4° 48′ 22″ est    |                   |
| L'Enclos de Case-Pilote | Case-Pilote                 | Martinique               | Martinique                 | inscrit    | « PA97200022 », notice no PA97200022 | 14° 38′ 33″ nord, 61° 08′ 15″ ouest |                   |
| Maison | Fort-de-France              | Martinique               | Martinique                 | classé     | « PA97200017 », notice no PA97200017 | 14° 36′ 30″ nord, 61° 04′ 31″ ouest |                   |
| Maison | Fort-de-France              | Martinique               | Martinique                 | inscrit    | « PA97200020 », notice no PA97200020 | 14° 36′ 15″ nord, 61° 04′ 18″ ouest |                   |
| Église Sainte-Thérèse | Fort-de-France              | Martinique               | Martinique                 | inscrit    | « PA97200023 », notice no PA97200023 | 14° 36′ 29″ nord, 61° 03′ 33″ ouest |                   |
| Fort de l'Îlet-à-Ramiers | Les Trois-Îlets             | Martinique               | Martinique                 | inscrit    | « PA97200021 », notice no PA97200021 | 14° 32′ 40″ nord, 61° 04′ 45″ ouest |                   |
| Château de Montecler | Saint-Christophe-du-Luat    | Mayenne                  | Pays de la Loire           | inscrit    | « PA53000032 », notice no PA53000032 | 48° 07′ 37″ nord, 0° 25′ 47″ ouest  |                   |
| Château de la Favorite | Lunéville                   | Meurthe-et-Moselle       | Grand Est                  | classé     | « PA00106080 », notice no PA00106080 | 48° 35′ 31″ nord, 6° 30′ 14″ est    |                   |
| Phare de Goulphar | Bangor                      | Morbihan                 | Bretagne                   | inscrit    | « PA00135278 », notice no PA00135278 | 47° 18′ 39″ nord, 3° 13′ 37″ ouest  |                   |
| Manoir de Boyac | Ploërmel                    | Morbihan                 | Bretagne                   | inscrit    | « PA56000072 », notice no PA56000072 | 47° 57′ 25″ nord, 2° 22′ 56″ ouest  |                   |
| Magasin avenue Charles-de-Gaulle (Nevers)                                                                                          | Nevers                      | Nièvre                   | Bourgogne-Franche-Comté    | inscrit    | « PA58000039 », notice no PA58000039 | 46° 59′ 15″ nord, 3° 09′ 08″ est    |                   |
| Ancien hôpital général | Cambrai                     | Nord                     | Hauts-de-France            | inscrit    | « PA59000175 », notice no PA59000175 | 50° 10′ 39″ nord, 3° 13′ 39″ est    |                   |
| Phare du Risban | Dunkerque                   | Nord                     | Hauts-de-France            | classé     | « PA59000173 », notice no PA59000173 | 51° 02′ 56″ nord, 2° 21′ 52″ est    |                   |
| Ancienne gare des houillères | Fresnes-sur-Escaut          | Nord                     | Hauts-de-France            | inscrit    | « PA59000176 », notice no PA59000176 | 50° 25′ 59″ nord, 3° 34′ 19″ est    |                   |
| Maison | Lille                       | Nord                     | Hauts-de-France            | inscrit    | « PA59000177 », notice no PA59000177 | 50° 38′ 24″ nord, 3° 05′ 05″ est    |                   |
| Temple protestant | Roubaix                     | Nord                     | Hauts-de-France            | inscrit    | « PA59000174 », notice no PA59000174 | 50° 41′ 13″ nord, 3° 10′ 04″ est    |                   |
| Église Saint-Martin de Bulles | Bulles                      | Oise                     | Hauts-de-France            | inscrit    | « PA60000080 », notice no PA60000080 | 49° 27′ 29″ nord, 2° 19′ 36″ est    |                   |
| Chapelle de Chepoix | Chepoix                     | Oise                     | Hauts-de-France            | classé     | « PA60000061 », notice no PA60000061 | 49° 36′ 31″ nord, 2° 23′ 11″ est    |                   |
| Château Mennechet | Chiry-Ourscamp              | Oise                     | Hauts-de-France            | inscrit    | « PA60000081 », notice no PA60000081 | 49° 32′ 46″ nord, 2° 56′ 45″ est    |                   |
| Église Notre-Dame de Lachapelle-sous-Gerberoy                                                                                      | Lachapelle-sous-Gerberoy    | Oise                     | Hauts-de-France            | inscrit    | « PA60000082 », notice no PA60000082 | 49° 32′ 14″ nord, 1° 52′ 04″ est    |                   |
| Manoir de la Cour | Sainte-Croix-sur-Orne       | Orne                     | Normandie                  | inscrit    | « PA61000061 », notice no PA61000061 | 48° 46′ 44″ nord, 0° 17′ 31″ ouest  |                   |
| Fabrique de corsets Auguste Claverie                                                                                               | 10e arrondissement de Paris | Paris                    | Île-de-France              | inscrit    | « PA75100009 », notice no PA75100009 | 48° 52′ 53″ nord, 2° 21′ 56″ est    |                   |
| Mairie du 15e arrondissement de Paris                                                                                              | 15e arrondissement de Paris | Paris                    | Île-de-France              | inscrit    | « PA75150004 », notice no PA75150004 | 48° 50′ 29″ nord, 2° 18′ 01″ est    |                   |
| Maison de la Mutualité | 5e arrondissement de Paris  | Paris                    | Île-de-France              | inscrit    | « PA75050009 », notice no PA75050009 | 48° 50′ 56″ nord, 2° 21′ 02″ est    |                   |
| Immeuble | 6e arrondissement de Paris  | Paris                    | Île-de-France              | inscrit    | « PA75060010 », notice no PA75060010 | 48° 51′ 14″ nord, 2° 20′ 11″ est    |                   |
| Temple du Saint-Esprit de Paris | 8e arrondissement de Paris  | Paris                    | Île-de-France              | inscrit    | « PA75080009 », notice no PA75080009 | 48° 52′ 24″ nord, 2° 19′ 11″ est    |                   |
| Lavatory Madeleine | 8e arrondissement de Paris  | Paris                    | Île-de-France              | inscrit    | « PA75080008 », notice no PA75080008 | 48° 52′ 12″ nord, 2° 19′ 31″ est    |                   |
| Fosse n° 5 des mines de Meurchin                                                                                                   | Billy-Berclau               | Pas-de-Calais            | Hauts-de-France            | inscrit    | « PA62000125 », notice no PA62000125 | 50° 30′ 34″ nord, 2° 51′ 02″ est    |                   |
| Château du Westhove | Blendecques                 | Pas-de-Calais            | Hauts-de-France            | inscrit    | « PA62000126 », notice no PA62000126 | 50° 43′ 01″ nord, 2° 16′ 17″ est    |                   |
| Monument aux morts des Mines de Béthune                                                                                            | Bully-les-Mines             | Pas-de-Calais            | Hauts-de-France            | inscrit    | « PA62000127 », notice no PA62000127 | 50° 27′ 29″ nord, 2° 43′ 20″ est    |                   |
| Phare de Calais | Calais                      | Pas-de-Calais            | Hauts-de-France            | classé     | « PA62000123 », notice no PA62000123 | 50° 57′ 41″ nord, 1° 51′ 13″ est    |                   |
| Moulin à eau de Maintenay | Maintenay                   | Pas-de-Calais            | Hauts-de-France            | inscrit    | « PA62000128 », notice no PA62000128 | 50° 21′ 35″ nord, 1° 48′ 17″ est    |                   |
| Église Saint-Quentin de Montcavrel                                                                                                 | Montcavrel                  | Pas-de-Calais            | Hauts-de-France            | classé     | « PA00108353 », notice no PA00108353 | 50° 30′ 55″ nord, 1° 48′ 32″ est    |                   |
| Découverte du Charbon de Oignies                                                                                                   | Oignies                     | Pas-de-Calais            | Hauts-de-France            | inscrit    | « PA62000124 », notice no PA62000124 | 50° 28′ 04″ nord, 2° 59′ 18″ est    |                   |
| Château du Denacre | Saint-Martin-Boulogne       | Pas-de-Calais            | Hauts-de-France            | inscrit    | « PA00108398 », notice no PA00108398 | 50° 44′ 31″ nord, 1° 38′ 17″ est    |                   |
| Presbytère de Teneur | Teneur                      | Pas-de-Calais            | Hauts-de-France            | inscrit    | « PA62000129 », notice no PA62000129 | 50° 27′ 01″ nord, 2° 12′ 50″ est    |                   |
| Phare du Touquet | Touquet-Paris-Plage         | Pas-de-Calais            | Hauts-de-France            | classé     | « PA62000122 », notice no PA62000122 | 50° 31′ 25″ nord, 1° 35′ 32″ est    |                   |
| Château de Lozembrune | Wimille                     | Pas-de-Calais            | Hauts-de-France            | inscrit    | « PA00108448 », notice no PA00108448 | 50° 45′ 42″ nord, 1° 37′ 41″ est    |                   |
| Domaine de l'Enclos | Le Broc                     | Puy-de-Dôme              | Auvergne-Rhône-Alpes       | inscrit    | « PA63000101 », notice no PA63000101 | 45° 30′ 04″ nord, 3° 14′ 47″ est    |                   |
| Pensionnat Saint-Joseph de Fontmaure                                                                                               | Chamalières                 | Puy-de-Dôme              | Auvergne-Rhône-Alpes       | inscrit    | « PA63000102 », notice no PA63000102 | 45° 46′ 35″ nord, 3° 03′ 33″ est    |                   |
| Église Saint-Menelée de La Crouzille                                                                                               | La Crouzille                | Puy-de-Dôme              | Auvergne-Rhône-Alpes       | inscrit    | « PA00092106 », notice no PA00092106 | 46° 10′ 51″ nord, 2° 44′ 44″ est    |                   |
| Château de Saint-Gervazy | Saint-Gervazy               | Puy-de-Dôme              | Auvergne-Rhône-Alpes       | inscrit    | « PA63000104 », notice no PA63000104 | 45° 24′ 49″ nord, 3° 13′ 02″ est    |                   |
| Église Saint-Jean de Saint-Jean-des-Ollières                                                                                       | Saint-Jean-des-Ollières     | Puy-de-Dôme              | Auvergne-Rhône-Alpes       | inscrit    | « PA00092364 », notice no PA00092364 | 45° 38′ 43″ nord, 3° 26′ 07″ est    |                   |
| Thermes du Mont Cornadore | Saint-Nectaire              | Puy-de-Dôme              | Auvergne-Rhône-Alpes       | inscrit    | « PA63000103 », notice no PA63000103 | 45° 35′ 21″ nord, 2° 59′ 29″ est    |                   |
| Trinquet de La Bastide-Clairence                                                                                                   | La Bastide-Clairence        | Pyrénées-Atlantiques     | Nouvelle-Aquitaine         | inscrit    | « PA64000078 », notice no PA64000078 | 43° 25′ 48″ nord, 1° 15′ 22″ ouest  |                   |
| Pont de Gramont et Moulin de Heugas                                                                                                | Bidache                     | Pyrénées-Atlantiques     | Nouvelle-Aquitaine         | inscrit    | « PA64000047 », notice no PA64000047 | 43° 28′ 16″ nord, 1° 08′ 09″ ouest  |                   |
| Château de Coarraze | Coarraze                    | Pyrénées-Atlantiques     | Nouvelle-Aquitaine         | inscrit    | « PA00084381 », notice no PA00084381 | 43° 10′ 00″ nord, 0° 13′ 48″ ouest  |                   |
| Haras national de Gelos | Gelos                       | Pyrénées-Atlantiques     | Nouvelle-Aquitaine         | inscrit    | « PA00084390 », notice no PA00084390 | 43° 17′ 02″ nord, 0° 22′ 04″ ouest  |                   |
| Chapelle du Sacré-Cœur d'Hasparren                                                                                                 | Hasparren                   | Pyrénées-Atlantiques     | Nouvelle-Aquitaine         | classé     | « PA64000004 », notice no PA64000004 | 43° 22′ 53″ nord, 1° 18′ 18″ ouest  |                   |
| Église Notre-Dame-de-l'Assomption de Lembeye                                                                                       | Lembeye                     | Pyrénées-Atlantiques     | Nouvelle-Aquitaine         | classé     | « PA00084431 », notice no PA00084431 | 43° 26′ 55″ nord, 0° 06′ 27″ ouest  |                   |
| Château de l'Esparrou | Canet-en-Roussillon         | Pyrénées-Orientales      | Occitanie                  | inscrit    | « PA66000032 », notice no PA66000032 | 42° 41′ 20″ nord, 3° 01′ 34″ est    |                   |
| Immeuble des maisons solaires Trombe-Michel                                                                                        | Font-Romeu-Odeillo-Via      | Pyrénées-Orientales      | Occitanie                  | inscrit    | « PA66000030 », notice no PA66000030 | 42° 29′ 38″ nord, 2° 02′ 02″ est    |                   |
| Feu métallique du môle | Port-Vendres                | Pyrénées-Orientales      | Occitanie                  | inscrit    | « PA66000035 », notice no PA66000035 | 42° 31′ 22″ nord, 3° 07′ 03″ est    |                   |
| Pont aqueduc d'en Labau | Rodès                       | Pyrénées-Orientales      | Occitanie                  | inscrit    | « PA66000036 », notice no PA66000036 | 42° 39′ 39″ nord, 2° 34′ 10″ est    |                   |
| Gendarmerie de Saint-Benoît | Saint-Benoît                | La Réunion               | La Réunion                 | inscrit    | « PA97400108 », notice no PA97400108 | 21° 01′ 54″ sud, 55° 42′ 23″ est    |                   |
| Immeuble Ah-Sing | Saint-Denis                 | La Réunion               | La Réunion                 | inscrit    | « PA97400110 », notice no PA97400110 | 20° 52′ 46″ sud, 55° 27′ 19″ est    |                   |
| Direction de l'agriculture et de la forêt de La Réunion                                                                            | Saint-Denis                 | La Réunion               | La Réunion                 | inscrit    | « PA97400109 », notice no PA97400109 | 20° 53′ 40″ sud, 55° 27′ 24″ est    |                   |
| Couvent Sainte-Marie de La Tourette                                                                                                | Éveux                       | Rhône                    | Auvergne-Rhône-Alpes       | classé     | « PA00117761 », notice no PA00117761 | 45° 49′ 09″ nord, 4° 37′ 20″ est    |                   |
| Grand Temple | 3e arrondissement de Lyon   | Rhône                    | Auvergne-Rhône-Alpes       | classé     | « PA00117811 », notice no PA00117811 | 45° 45′ 43″ nord, 4° 50′ 29″ est    |                   |
| Hôtel-Dieu | 2e arrondissement de Lyon   | Rhône                    | Auvergne-Rhône-Alpes       | classé     | « PA00117821 », notice no PA00117821 | 45° 45′ 32″ nord, 4° 50′ 13″ est    |                   |
| Usine Tase | Vaulx-en-Velin              | Rhône                    | Auvergne-Rhône-Alpes       | inscrit    | « PA69000044 », notice no PA69000044 | 45° 45′ 53″ nord, 4° 55′ 39″ est    |                   |
| Église Notre-Dame-des-Ardilliers de Miquelon                                                                                       | Miquelon-Langlade           | Saint-Pierre-et-Miquelon | Saint-Pierre-et-Miquelon   | classé     | « PA97500001 », notice no PA97500001 | 47° 06′ 02″ nord, 56° 22′ 40″ ouest |                   |
| Maison de Saint-Pierre Animation                                                                                                   | Saint-Pierre                | Saint-Pierre-et-Miquelon | Saint-Pierre-et-Miquelon   | inscrit    | « PA97500003 », notice no PA97500003 | 46° 47′ 04″ nord, 56° 09′ 05″ ouest |                   |
| Presbytère de l'église Notre-Dame-des-Marins                                                                                       | Saint-Pierre                | Saint-Pierre-et-Miquelon | Saint-Pierre-et-Miquelon   | classé     | « PA97500008 », notice no PA97500008 | 46° 47′ 01″ nord, 56° 09′ 00″ ouest |                   |
| Forge Lebailly | Saint-Pierre                | Saint-Pierre-et-Miquelon | Saint-Pierre-et-Miquelon   | classé     | « PA97500002 », notice no PA97500002 | 46° 46′ 43″ nord, 56° 10′ 30″ ouest |                   |
| Hôtel de ville de l'Île-aux-Marins                                                                                                 | Saint-Pierre                | Saint-Pierre-et-Miquelon | Saint-Pierre-et-Miquelon   | classé     | « PA97500009 », notice no PA97500009 | 46° 47′ 03″ nord, 56° 08′ 58″ ouest |                   |
| Saline Morel | Saint-Pierre                | Saint-Pierre-et-Miquelon | Saint-Pierre-et-Miquelon   | classé     | « PA97500005 », notice no PA97500005 | 46° 47′ 09″ nord, 56° 09′ 05″ est   |                   |
| Maison Grise | Saint-Pierre                | Saint-Pierre-et-Miquelon | Saint-Pierre-et-Miquelon   | inscrit    | « PA97500004 », notice no PA97500004 | 46° 47′ 05″ nord, 56° 09′ 00″ ouest |                   |
| Église Notre-Dame-des-Marins | Saint-Pierre                | Saint-Pierre-et-Miquelon | Saint-Pierre-et-Miquelon   | classé     | « PA97500007 », notice no PA97500007 | 46° 47′ 03″ nord, 56° 08′ 59″ ouest |                   |
| Lavoir de l'Île-aux-Marins | Saint-Pierre                | Saint-Pierre-et-Miquelon | Saint-Pierre-et-Miquelon   | classé     | « PA97500006 », notice no PA97500006 | 46° 46′ 59″ nord, 56° 08′ 59″ ouest |                   |
| Atelier de stuc Benoît | Chalon-sur-Saône            | Saône-et-Loire           | Bourgogne-Franche-Comté    | inscrit    | « PA71000055 », notice no PA71000055 | 46° 47′ 00″ nord, 4° 51′ 46″ est    |                   |
| Château de Dracy-Saint-Loup | Dracy-Saint-Loup            | Saône-et-Loire           | Bourgogne-Franche-Comté    | inscrit    | « PA71000056 », notice no PA71000056 | 47° 00′ 46″ nord, 4° 20′ 05″ est    |                   |
| Château | Courcival                   | Sarthe                   | Pays de la Loire           | inscrit    | « PA72000043 », notice no PA72000043 | 48° 13′ 36″ nord, 0° 23′ 42″ est    |                   |
| Château de Montertreau et parc | Parigné-le-Pôlin            | Sarthe                   | Pays de la Loire           | inscrit    | « PA72000045 », notice no PA72000045 | 47° 50′ 51″ nord, 0° 07′ 49″ est    |                   |
| Manoir de Guiberne | Vallon-sur-Gée              | Sarthe                   | Pays de la Loire           | inscrit    | « PA72000044 », notice no PA72000044 | 47° 57′ 36″ nord, 0° 05′ 23″ ouest  |                   |
| Site archéologique de Beau-Phare au Lac d'Aiguebelette                                                                             | Aiguebelette-le-Lac         | Savoie                   | Auvergne-Rhône-Alpes       | classé     | « PA73000016 », notice no PA73000016 | 45° 33′ 02″ nord, 5° 48′ 30″ est    |                   |
| Site archéologique de Grésine au Lac du Bourget                                                                                    | Brison-Saint-Innocent       | Savoie                   | Auvergne-Rhône-Alpes       | classé     | « PA73000017 », notice no PA73000017 | 45° 44′ 16″ nord, 5° 52′ 59″ est    |                   |
| Site archéologique de Grésine au Lac du Bourget                                                                                    | Brison-Saint-Innocent       | Savoie                   | Auvergne-Rhône-Alpes       | classé     | « PA73000018 », notice no PA73000018 | 45° 44′ 16″ nord, 5° 52′ 59″ est    |                   |
| Site archéologique de Châtillon au Lac du Bourget                                                                                  | Chindrieux                  | Savoie                   | Auvergne-Rhône-Alpes       | classé     | « PA73000019 », notice no PA73000019 | 45° 47′ 51″ nord, 5° 51′ 03″ est    |                   |
| Site archéologique de Conjux-le-Port au Lac du Bourget                                                                             | Conjux                      | Savoie                   | Auvergne-Rhône-Alpes       | classé     | « PA73000020 », notice no PA73000020 | 45° 47′ 54″ nord, 5° 49′ 30″ est    |                   |
| Site archéologique du Gojat et Lac d'Aiguebelette                                                                                  | Novalaise                   | Savoie                   | Auvergne-Rhône-Alpes       | classé     | « PA73000021 », notice no PA73000021 | 45° 32′ 36″ nord, 5° 48′ 17″ est    |                   |
| Site archéologique de Hautecombe et Lac du Bourget                                                                                 | Saint-Pierre-de-Curtille    | Savoie                   | Auvergne-Rhône-Alpes       | classé     | « PA73000022 », notice no PA73000022 | 45° 45′ 00″ nord, 5° 50′ 27″ est    |                   |
| Site archéologique du Saut et Lac du Bourget                                                                                       | Tresserve                   | Savoie                   | Auvergne-Rhône-Alpes       | classé     | « PA73000023 », notice no PA73000023 | 45° 41′ 03″ nord, 5° 53′ 34″ est    |                   |
| Palais des comtes de Champagne | Provins                     | Seine-et-Marne           | Île-de-France              | classé     | « PA00087245 », notice no PA00087245 | 48° 33′ 40″ nord, 3° 17′ 32″ est    |                   |
| Commanderie de Saint-Martin-des-Champs                                                                                             | Saint-Martin-des-Champs     | Seine-et-Marne           | Île-de-France              | inscrit    | « PA77000026 », notice no PA77000026 | 48° 47′ 02″ nord, 3° 19′ 13″ est    |                   |
| Église Saint-Pierre de Carville et Tour Henri IV                                                                                   | Darnétal                    | Seine-Maritime           | Normandie                  | inscrit    | « PA00100618 », notice no PA00100618 | 49° 26′ 16″ nord, 1° 08′ 31″ est    |                   |
| Château d'En-Bas de Belloy-sur-Somme                                                                                               | Belloy-sur-Somme            | Somme                    | Hauts-de-France            | classé     | « PA80000071 », notice no PA80000071 | 49° 57′ 43″ nord, 2° 07′ 54″ est    |                   |
| Église Notre-Dame de Bettencourt-Rivière                                                                                           | Bettencourt-Rivière         | Somme                    | Hauts-de-France            | inscrit    | « PA00116099 », notice no PA00116099 | 49° 59′ 35″ nord, 1° 59′ 00″ est    |                   |
| Pigeonnier du Colombier | Saint-Germain-des-Prés      | Tarn                     | Occitanie                  | inscrit    | « PA81000043 », notice no PA81000043 | 43° 33′ 42″ nord, 2° 03′ 42″ est    |                   |
| Gare de Borredon | Montalzat                   | Tarn-et-Garonne          | Occitanie                  | inscrit    | « PA82000029 », notice no PA82000029 | 44° 12′ 15″ nord, 1° 33′ 01″ est    |                   |
| Mémorial du Camp de Judes | Septfonds                   | Tarn-et-Garonne          | Occitanie                  | inscrit    | « PA82000030 », notice no PA82000030 | 44° 11′ 42″ nord, 1° 37′ 06″ est    |                   |
| Cimetière des Espagnols du Camp de Judes                                                                                           | Septfonds                   | Tarn-et-Garonne          | Occitanie                  | inscrit    | « PA82000031 », notice no PA82000031 | 44° 09′ 32″ nord, 1° 37′ 07″ est    |                   |
| Maison Lourdel, actuellement Hôtel de ville de Delle                                                                               | Delle                       | Territoire de Belfort    | Bourgogne-Franche-Comté    | inscrit    | « PA90000012 », notice no PA90000012 | 47° 30′ 27″ nord, 6° 59′ 52″ est    |                   |
| Manoir de Miraville ou Hôtel de ville de Sarcelles                                                                                 | Sarcelles                   | Val-d'Oise               | Île-de-France              | inscrit    | « PA95000018 », notice no PA95000018 | 48° 59′ 51″ nord, 2° 22′ 42″ est    |                   |
| Cokerie Paris-Sud garages-vestiaires                                                                                               | Alfortville                 | Val-de-Marne             | Île-de-France              | inscrit    | « PA94000023 », notice no PA94000023 | 48° 46′ 45″ nord, 2° 25′ 11″ est    |                   |
| École Anatole France | Hyères                      | Var                      | Provence-Alpes-Côte d'Azur | inscrit    | « PA83000024 », notice no PA83000024 | 43° 07′ 00″ nord, 6° 07′ 38″ est    |                   |
| Villa Cécile | Six-Fours-les-Plages        | Var                      | Provence-Alpes-Côte d'Azur | inscrit    | « PA83000025 », notice no PA83000025 | 43° 05′ 55″ nord, 5° 50′ 06″ est    |                   |
| Ancien couvent des Carmes | Apt                         | Vaucluse                 | Provence-Alpes-Côte d'Azur | inscrit    | « PA84000063 », notice no PA84000063 | 43° 52′ 29″ nord, 5° 23′ 49″ est    |                   |
| Chapelle Notre-Dame de Beauvoir de Beaumont-de-Pertuis                                                                             | Beaumont-de-Pertuis         | Vaucluse                 | Provence-Alpes-Côte d'Azur | classé     | « PA84000064 », notice no PA84000064 | 43° 44′ 08″ nord, 5° 41′ 30″ est    |                   |
| Pont aqueduc de la Canaù | Cavaillon                   | Vaucluse                 | Provence-Alpes-Côte d'Azur | classé     | « PA84000056 », notice no PA84000056 | 43° 51′ 26″ nord, 5° 02′ 15″ est    |                   |
| Hôtel d'Agar | Cavaillon                   | Vaucluse                 | Provence-Alpes-Côte d'Azur | inscrit    | « PA84000059 », notice no PA84000059 | 43° 50′ 08″ nord, 5° 02′ 09″ est    |                   |
| Chapelle Saint-Michel de Crillon-le-Brave                                                                                          | Crillon-le-Brave            | Vaucluse                 | Provence-Alpes-Côte d'Azur | inscrit    | « PA84000057 », notice no PA84000057 | 44° 06′ 53″ nord, 5° 09′ 17″ est    |                   |
| Ancien cinéma de L'Isle-Sorgue | L'Isle-sur-la-Sorgue        | Vaucluse                 | Provence-Alpes-Côte d'Azur | inscrit    | « PA84000065 », notice no PA84000065 | 43° 55′ 11″ nord, 5° 03′ 09″ est    |                   |
| Domaine Rodolphe | Morières-lès-Avignon        | Vaucluse                 | Provence-Alpes-Côte d'Azur | inscrit    | « PA84000060 », notice no PA84000060 | 43° 56′ 20″ nord, 4° 54′ 37″ est    |                   |
| Usine de Beauport de Vedène | Vedène                      | Vaucluse                 | Provence-Alpes-Côte d'Azur | inscrit    | « PA84000061 », notice no PA84000061 | 43° 59′ 04″ nord, 4° 53′ 24″ est    |                   |
| Maison Butscher | Visan                       | Vaucluse                 | Provence-Alpes-Côte d'Azur | inscrit    | « PA84000062 », notice no PA84000062 | 44° 18′ 54″ nord, 4° 56′ 34″ est    |                   |
| Phare de la Pointe des Corbeaux | L'Île-d'Yeu                 | Vendée                   | Pays de la Loire           | inscrit    | « PA85000046 », notice no PA85000046 | 46° 41′ 24″ nord, 2° 17′ 05″ ouest  |                   |
| Phare de l'île d'Yeu | L'Île-d'Yeu                 | Vendée                   | Pays de la Loire           | inscrit    | « PA85000045 », notice no PA85000045 | 46° 43′ 03″ nord, 2° 22′ 55″ ouest  |                   |
| Château de Montaigu | Montaigu                    | Vendée                   | Pays de la Loire           | inscrit    | « PA85000042 », notice no PA85000042 | 46° 58′ 27″ nord, 1° 18′ 49″ ouest  |                   |
| Phare de la Pointe des Dames | Noirmoutier-en-l'Île        | Vendée                   | Pays de la Loire           | inscrit    | « PA85000047 », notice no PA85000047 | 47° 00′ 40″ nord, 2° 13′ 16″ ouest  |                   |
| Phare des Barges | Les Sables-d'Olonne         | Vendée                   | Pays de la Loire           | inscrit    | « PA85000043 », notice no PA85000043 | 46° 29′ 42″ nord, 1° 50′ 31″ ouest  |                   |
| Pont suspendu de Bonneuil-Matours                                                                                                  | Bonneuil-Matours            | Vienne                   | Nouvelle-Aquitaine         | inscrit    | « PA86000044 », notice no PA86000044 | 46° 40′ 54″ nord, 0° 34′ 31″ est    |                   |
| Logis de la Motte | Lauthiers                   | Vienne                   | Nouvelle-Aquitaine         | inscrit    | « PA86000045 », notice no PA86000045 | 46° 36′ 06″ nord, 0° 44′ 06″ est    |                   |
| Basilique Saint-Benoît-Labre | Marçay                      | Vienne                   | Nouvelle-Aquitaine         | inscrit    | « PA86000043 », notice no PA86000043 | 46° 27′ 43″ nord, 0° 13′ 52″ est    |                   |
| Château de la Grande Jaille | Sammarçolles                | Vienne                   | Nouvelle-Aquitaine         | inscrit    | « PA00105715 », notice no PA00105715 | 47° 01′ 53″ nord, 0° 09′ 01″ est    |                   |
| Église Notre-Dame-au-Cierge | Épinal                      | Vosges                   | Grand Est                  | classé     | « PA88000047 », notice no PA88000047 | 48° 10′ 40″ nord, 6° 26′ 37″ est    |                   |
| Château de Moutot | Annay-sur-Serein            | Yonne                    | Bourgogne-Franche-Comté    | inscrit    | « PA89000045 », notice no PA89000045 | 47° 43′ 04″ nord, 3° 58′ 10″ est    |                   |
| Église Saint-Pierre de Nailly | Nailly                      | Yonne                    | Bourgogne-Franche-Comté    | inscrit    | « PA00113755 », notice no PA00113755 | 48° 13′ 23″ nord, 3° 13′ 27″ est    |                   |
| Maison natale de Colette | Saint-Sauveur-en-Puisaye    | Yonne                    | Bourgogne-Franche-Comté    | inscrit    | « PA89000046 », notice no PA89000046 | 47° 37′ 00″ nord, 3° 11′ 53″ est    |                   |
| Centre commercial Maillot (Carrefour) dessiné par Claude Parent                                                                    | Sens                        | Yonne                    | Bourgogne-Franche-Comté    | inscrit    | « PA89000047 », notice no PA89000047 | 48° 11′ 13″ nord, 3° 18′ 12″ est    |                   |
| Institution Notre-Dame « Les Oiseaux »                                                                                             | Verneuil-sur-Seine          | Yvelines                 | Île-de-France              | inscrit    | « PA78000032 », notice no PA78000032 | 48° 58′ 58″ nord, 1° 58′ 29″ est    |                   |

## Radiations
- Aube :
  - Brienne-la-Vieille : moulin de Brienne-la-Vieille

- Calvados :
  - Lisieux : basilique Sainte-Thérèse de Lisieux
  - Le Pré-d'Auge : hostellerie Henri IV, la Boissière

- Finistère :
  - Landerneau : maison de bois, 8-10 place Général-de-Gaulle

- Isère :
  - Saint-Pierre-de-Chartreuse : grange de Morina, Les Olagniers

- Martinique :
  - Fort-de-France : fort Desaix

- Morbihan :
  - La Trinité-Porhoët : maison, rue Pifosset

- Rhône :
  - Lyon : chapelle Saint-Alban de Lyon, rue Laënnec

- Vendée :
  - Fontenay-le-Comte : moulin de La Roche